# Red Hat Enterprise Linux
Red Hat Enterprise Linux (часто скорочується до RHEL) — дистрибутив Linux виробництва компанії Red Hat, орієнтований на комерційний ринок, включно з мейнфреймами. Red Hat здійснює підтримку кожної версії RHEL протягом 7 років з моменту її виходу. Уся офіційна підтримка Red Hat, і всі курси навчання та видача сертифікатів для розгортання апаратного та програмного забезпечення — Red Hat Certified Technician (RHCT), Red Hat Certified Engineer (RHCE), Red Hat Certified Security Specialist (RHCSS) та Red Hat Certified Architect (RHCA) складають основу платформи Red Hat Enterprise Linux.
Нові версії RHEL виходять кожні 18-24 місяці. Коли Red Hat випускає нову версію RHEL, клієнти можуть оновити свою систему до новішої версії без додаткової плати, якщо термін дії їхньої підписки ще не закінчився.
Перша корпоративна пропозиція Red Hat (Red Hat Linux 6.2E) являла собою Red Hat Linux 6.2 із різними рівнями підтримки.
Перша версія RHEL перш, ніж отримати таке ім'я вийшла на ринок під іменем «Red Hat Linux Advanced Server». У 2003 році Red Hat перейменувала «Red Hat Linux Advanced Server» у «Red Hat Enterprise Linux» (RHEL) AS, і додала ще два варіанти: RHEL ES та RHEL WS.
Дослівне копіювання та перезбирання усього дистрибутиву RHEL не дозволяється обмеженнями на торгову марку. Про це Ерік Реймонд зауважив у своєму інтерв'ю [Архівовано 17 квітня 2018 у Wayback Machine.] для Federico Biancuzzi з O'Reilly у червні 2005 року.

## Варіанти
У 2005 році Red Hat розповсюджувала чотири варіанти RHEL (AS/ES/WS є неофіційними):
- RHEL AS (advanced server) — для високостабільних/корпоративних комп'ютерних систем
- RHEL ES (edge server або entry-level server) — для підтримуваних мережних серверів
- RHEL WS (workstation) — для професійних користувачів або для високопродуктивних комп'ютерів
- Red Hat Desktop — для багаторазового використання одним користувачем на стільницях

Також є «Академічні» видання варіантів для стільниць та серверів. Вони призначені для шкіл та університетів, тому мають нижчу ціну, і технічна підтримка від Red Hat є опціональною, тобто купується окремо.
RHEL 6 постачається в таких варіантах: 
- Red Hat Enterprise Linux Desktop 6 для архітектур x86 і AMD64/Intel 64
- Red Hat Enterprise Linux High Performance Compute Node 6 для архітектури AMD64/Intel 64
- Red Hat Enterprise Linux Server для архітектур x86, AMD64/Intel 64, IBM System z і IBM POWER
- Red Hat Enterprise Linux Workstation для архітектур x86 и AMD64/Intel 64.

## Зв'язок із версіями спільноти
Спершу, Red Hat базувала RHEL на основі Red Hat Linux, але використовувала консервативніший цикл розробки. Пізніші версії підсилили запозичені із Fedora Core Linux технології. Грубо кажучи, кожна третя версія Red Hat Linux (RHL) або Fedora Core (FC) формує основу для RHEL:
- RHL 6.2 → RHL 6.2E
- RHL 7.2 → RHEL 2.1
- RHL 9 → RHEL 3
- FC 3 → RHEL 4
- FC 6 → RHEL 5
- Fedora 12, 13 → RHEL 6
- Fedora 19 → RHEL 7

## Клони
Спершу, корпоративний дистрибутив від Red Hat, пізніше відомий, як Red Hat Linux був вільно доступний для звантаження будь-ким, а Red Hat заробляла гроші на його технічній підтримці. Потім Red Hat почала рухатися у напрямку розподілу дистрибутиву на Red Hat Enterprise Linux, котрий проєктувався з акцентом на стабільність і тривалу підтримку та Fedora Core Linux, безкоштовну версію без будь-якої підтримки.
З того часу, як Red Hat Enterprise Linux повністю побудований на основі вільного та відкритого програмного забезпечення, Red Hat зробила сирцевий код Red Hat Enterprise Linux доступними для вільного звантаження зі свого FTP-серверу для усіх охочих. Після цього декілька груп взяли ці вихідні тексти, і вилучивши з них усі посилання на торгові марки, що належить Red Hat, і скомпілювали власні версії Red Hat Enterprise Linux. Серед таких груп CentOS, Pie Box Enterprise Linux, Scientific Linux, White Box Enterprise Linux та Lineox. Нещодавно корпорація Oracle також вийшла на ринок зі своєю рекомпіляцією Red Hat Enterprise Linux, котру назвали Oracle Enterprise Linux.

## Комерційні продукти на основі RHEL
- VMware: Console Operating System (COS) в ESX Server базується на деяких продуктах Red Hat:
  - VMware ESX 2.x COS базується на Red Hat Linux 7.2
  - VMware ESX 3.0 COS базується на Red Hat Enterprise Linux 3.0
- Egenera cBlade — Red Hat Enterprise Linux 2.1
  - Egenera BladeFrame OS 3.2 працює на ядрі 2.4.9−e.39
  - Egenera BladeFrame OS 4.0 працює на ядрі 2.4.9−e.43
- Asianux
  - Asianux 1.0 базується на Red Hat Enterprise Linux 3.
  - Asianux 2.0 базується на Red Hat Enterprise Linux 4.
- Cisco Content Switching Module
- EMC CLARiiON Disk Library DL-серія

## Історія версій
- RHL 6.2E (Zoot), 27 березня 2000
- RHEL 2.1 AS (Pensacola), 26 березня 2002
- RHEL 2.1 ES (Panama), травень 2003
- RHEL 3 (Taroon), 22 жовтня 2003
  - RHEL 3 Update 1, 16 січня 2004
  - RHEL 3 Update 2, 18 травня 2004
  - RHEL 3 Update 3, 3 вересня 2004
  - RHEL 3 Update 4, 21 грудня 2004
  - RHEL 3 Update 5, 20 травня 2005
  - RHEL 3 Update 6, 28 вересня 2005
  - RHEL 3 Update 7, 15 березня 2006
  - RHEL 3 Update 8, 20 липня 2006
- RHEL 4 (Nahant), 15 лютого 2005
  - RHEL 4 Update 1, 9 червня 2005
  - RHEL 4 Update 2, 5 жовтня 2005
  - RHEL 4 Update 3, 7 березня 2006
  - RHEL 4 Update 4, 11 листопада 2006
  - RHEL 4 Update 5, 1 травня 2007
  - RHEL 4 Update 6, 15 листопада 2007
  - RHEL 4 Update 7, 29 липня 2008
  - RHEL 4 Update 8, 19 травня 2009
  - RHEL 4 Update 9, 16 лютого 2011
- RHEL 5
  - Beta 1 — 7 вересня 2006
  - Вихід фінальної версії — 14 березня 2007
- RHEL 6 (Santiago) — 10 листопада 2010
- RHEL 7 (Maipo) — 10 червня 2014
З найзначніших змін можна відзначити[2]: постачання нової редакції Red Hat Enterprise Linux Atomic Host, відмова від формування 32-розрядних складань для архітектури x86, використання за замовчуванням файлової системи XFS з опціональною підтримкою btrfs і ext4, поставка GNOME 3 в режимі класичної стільниці, задіяння системного менеджера systemd і служби ведення логів systemd-journald, перехід на завантажувач GRUB2 c підтримкою GPT, EFI і OpenFirmware, експериментальну підтримку UEFI Secure Boot, монтування /tmp з використанням tmpfs, поставка за замовчуванням MariaDB замість MySQL, інтеграція динамічного брандмауера firewalld, включення системи kpatch для оновлення ядра на льоту, інтеграція інструментарієм Docker, поставка повноцінної реалізації контролера домену та сервісу Active Directory на базі Samba 4.1, новий інтерфейс в інсталяторі.

| Версія                          | Версія ядра | Дата виходу | Кодове ім'я | Закінчення терміну підтримки                                                                                  |
| ------------------------------- | ----------- | --- | ----------- | --- |
| Red Hat Linux 6.2E              | 2.2.14      | 27 березня 2000 | Zoot        | 2005 |
| Red Hat Enterprise Linux 2.1 AS | 2.4.9       | 26 березня 2002 | Pensacola   | 2007 |
| Red Hat Enterprise Linux 2.1 ES | 2.4.9       | травень 2003 рік | Panama      | 2008 |
| Red Hat Enterprise Linux 3      | 2.4.21      | 23 жовтня 2003 16 січня 2004 (RHEL 3 Update 1) 18 травня 2004 (RHEL 3 Update 2) 3 вересня 2004 (RHEL 3 Update 3) 21 грудня 2004 (RHEL 3 Update 4) 20 травня 2005 (RHEL 3 Update 5) 28 вересня 2005 (RHEL 3 Update 6) 15 березня 2006 (RHEL 3 Update 7) 20 липня 2006 (RHEL 3 Update 8) 15 червня 2007 (RHEL 3 Update 9) | Taroon      | 20 липня 2006 (Фаза 1) 30 червня 2007 (Фаза 2) 31 жовтня 2010 (Фаза 3) 31 жовтня 2013 (Розширена фаза)        |
| Red Hat Enterprise Linux 4      | 2.6.9       | 14 лютого 2005 9 червня 2005 (RHEL 4 Update 1) 5 жовтня 2005 (RHEL 4 Update 2) 7 березня 2006 (RHEL 4 Update 3) 11 серпня 2006 (RHEL 4 Update 4) 1 травня 2007 (RHEL 4 Update 5) 17 листопада 2007 (RHEL 4 Update 6) 29 липня 2008 (RHEL 4 Update 7) 19 травня 2009 (RHEL 4 Update 8) 16 лютого 2011 (RHEL 4 Update 9)  | Nahant      | 31 березня 2009 (Фаза 1) 31 березня 2011 (Фаза 2) 29 лютого 2012 (Фаза 3) 28 лютого 2015 (Розширена фаза)     |
| Red Hat Enterprise Linux 5      | 2.6.18      | 15 березня 2007 7 листопада 2007 (RHEL 5.1) 21 травня 2008 (RHEL 5.2) 20 січня 2009 (RHEL 5.3) 2 вересня 2009 (RHEL 5.4) 30 березня 2010 (RHEL 5.5) | Tikanga     | 31 грудня 2011 (Фаза 1) 31 грудня 2012 (Фаза 2) 31 березня 2014 (Фаза 3) 31 березня 2017 (Розширена фаза)     |
| Red Hat Enterprise Linux 6      | 2.6.32      | 10 листопада 2010 | Santiago    | 31 грудня 2014 (Фаза 1) 31 грудня 2015 (Фаза 2) 30 листопада 2017 (Фаза 3) 30 листопада 2020 (Розширена фаза) |
| Red Hat Enterprise Linux 7      | 3.10        | 10 червня 2014 | Maipo       | ? |
| Red Hat Enterprise Linux 8      | 4.18        | 7 травня 2019 | Ootpa       | ? |

| Умовні позначення:       | Умовні позначення: | Умовні позначення: | Умовні позначення: | Умовні позначення:       | Умовні позначення: |
| ------------------------ | ------------------ | ------------------ | ------------------ | ------------------------ | ------------------ |
| запланована / в розробці | Фаза підтримки 1   | Фаза підтримки 2   | Фаза підтримки 3   | Розширена фаза підтримки | не підтримується   |